# Parlamentarisches Kontrollgremium
Das Parlamentarische Kontrollgremium (PKGr) ist ein Gremium des Deutschen Bundestags zur Kontrolle der Nachrichtendienste des Bundes. Es kontrolliert den Bundesnachrichtendienst (BND), den Militärischen Abschirmdienst (MAD) und das Bundesamt für Verfassungsschutz (BfV). Die Bundesregierung ist nach dem Kontrollgremiumgesetz verpflichtet, das PKGr umfassend über die allgemeinen Tätigkeiten der Nachrichtendienste des Bundes und über Vorgänge von besonderer Bedeutung zu unterrichten.

## Funktion und Aufgaben
Der Deutsche Bundestag wählt zu Beginn jeder Wahlperiode die Mitglieder des Parlamentarischen Kontrollgremiums aus seiner Mitte (§ 2 Abs. 1 PKGrG) und bestimmt dessen Mitgliederzahl, die Zusammensetzung und die Arbeitsweise (§ 2 Abs. 2 PKGrG). Das Parlamentarische Kontrollgremium tritt mindestens einmal im Vierteljahr zusammen. Es wählt eine Vorsitzende oder einen Vorsitzenden und deren oder dessen Stellvertreterin oder Stellvertreter. Es gibt sich eine Geschäftsordnung (§ 3 Abs. 1 PKGrG). Jedes Mitglied kann die Einberufung und die Unterrichtung des Parlamentarischen Kontrollgremiums verlangen (§ 3 Abs. 2 PKGrG).
Soweit das Recht auf Kontrolle des PKGr reicht, kann es von der Bundesregierung und den Nachrichtendiensten des Bundes verlangen, Akten oder andere in amtlicher Verwahrung befindliche Schriftstücke, gegebenenfalls auch im Original, herauszugeben und in Dateien gespeicherte Daten zu übermitteln. Ihm ist jederzeit Zutritt zu sämtlichen Dienststellen der Nachrichtendienste des Bundes zu gewähren (§ 5 Abs. 1 PKGrG). Es kann Angehörige der Nachrichtendienste, Mitarbeiter und Mitglieder der Bundesregierung sowie Beschäftigte anderer Bundesbehörden nach Unterrichtung der Bundesregierung befragen oder von ihnen schriftliche Auskünfte einholen. Die anzuhörenden Personen sind verpflichtet, vollständige und wahrheitsgemäße Angaben zu machen (§ 5 Abs. 2 PKGrG).
Soweit zwingende Gründe des Nachrichtenzugangs oder der Schutz von Persönlichkeitsrechten Dritter dies erfordern oder wenn der Kernbereich exekutiver Eigenverantwortung betroffen ist, kann die Bundesregierung sowohl die Unterrichtung des PKGr über allgemeine Tätigkeiten und Vorgänge von besonderer Bedeutung sowie die Herausgabe von Akten und Übermittlung von Dateien verweigern, als auch den Mitarbeitern der Nachrichtendienste des Bundes verbieten, Auskünfte zu erteilen. Beides ist von der Bundesregierung dem PKGr gegenüber zu begründen (§ 6 Abs. 2 PKGrG).
Die PKGr-Mitglieder erhalten regelmäßig durch die Bundesregierung Einblick in die Arbeit der Nachrichtendienste des Bundes. Da deren Wirken naturgemäß geheim bleiben soll, sind die Mitglieder des PKGr zur Verschwiegenheit – auch gegenüber den anderen Mitgliedern des Bundestags – verpflichtet (§ 10 Abs. 1 PKGrG). Weil sich das parlamentarische Fragerecht auch auf den Bereich der Nachrichtendienste erstreckt, sind die Bundesregierung sowie das PKGr verpflichtet, zu dringenden Angelegenheiten Auskunft zu erstatten. Die Begründung der Bundesregierung, nachrichtendienstliche Themen seien ausschließlich im PKGr zu erörtern und nicht zu veröffentlichen, ist deshalb laut dem Urteil 2 BvE 5/06 des Bundesverfassungsgerichts unzulässig. Über die Sitzungen des PKGr wird eine Niederschrift in drei Exemplaren gefertigt.
Mitarbeiter der Nachrichtendienste des Bundes sind berechtigt, sich in dienstlichen Angelegenheiten sowie bei innerdienstlichen Missständen, ohne Einhaltung des Dienstweges, unmittelbar an das Parlamentarische Kontrollgremium zu wenden (wie es etwa im Falle von Soldaten beim Wehrbeauftragten möglich ist). Aufgrund einer Eingabe dürfen sie nicht dienstlich gemaßregelt oder benachteiligt werden. An den Deutschen Bundestag gerichtete Eingaben von Bürgern über ein sie betreffendes Verhalten der Nachrichtendienste des Bundes können dem Parlamentarischen Kontrollgremium zur Kenntnis gegeben werden (§ 8 PKGrG).
Im Rahmen ihrer Ressortzuständigkeit üben auch der Innen- und der Verteidigungsausschuss über das BfV bzw. den MAD eine gewisse Kontrolle aus.

## Geschichte

### Parlamentarische Vertrauensmännergremium (PVMG)
Vorläufer des Parlamentarischen Kontrollgremiums war das Parlamentarische Vertrauensmännergremium (PVMG). Es wurde 1956 vom damaligen Bundeskanzler Konrad Adenauer installiert und trat zwischen 1956 und 1960 lediglich dreimal zusammen. Nach der letzten Sitzung 1958 tagte das Gremium am 4. September 1963 anlässlich der Verurteilung des BND-Mitarbeiters und KGB-Spions Heinz Felfe vom 23. Juli. Reinhard Gehlen, damaliger Präsident des BND, und seine engsten Mitarbeiter berichteten über den Fall, das Personal und die Sicherheitsstandards.
Mitte 1976 fand die letzte Sitzung des PVMG statt. Bei seiner Gründung war das PVMG allein für die Kontrolle des BND zuständig. 1965 erweiterte sich die Zuständigkeit auch auf das BfV und den MAD.

### Parlamentarische Kontrollkommission (PKK)
Im Jahre 1978, nach zwei Jahren Pause, wurde das PVMG durch die Parlamentarische Kontrollkommission (PKK) abgelöst. Im Gegensatz zum PVMG erhielt die PKK eine gesetzliche Grundlage, das Gesetz über die parlamentarische Kontrolle nachrichtendienstlicher Tätigkeit des Bundes.

### Parlamentarisches Kontrollgremium (PKGr)
Im Jahr 1999 wurde die Parlamentarische Kontrollkommission – unter anderem wegen der Abkürzung PKK, die die Allgemeinheit eher mit der als verfassungsfeindlich geltenden Arbeiterpartei Kurdistans verbindet – in Parlamentarisches Kontrollgremium umbenannt. Seit 2009 ist das PKGr auch verfassungsrechtlich in Art. 45d GG verankert – dem einzigen Artikel des Grundgesetzes mit amtlicher Überschrift. Am 29. Juli 2009 wurde zudem das Gesetz neu gefasst.
Besondere Diskussionen löste das PKGr aus, als Parteien, die von anderen Parteien für unzuverlässig oder extremistisch gehalten werden, einen Platz darin beanspruchten. Dies war in den 1980er und 1990er Jahren bei den Grünen der Fall, seit 1990 bei der PDS, 2018 auch bei der AfD.
Der parteilose, seit 2005 für die Partei Die Linke dem PKGr angehörige Wolfgang Nešković wurde im Dezember 2009 zunächst nicht vom Bundestag bestätigt, ein bis dahin einmaliger Vorgang. In einer zweiten Abstimmung am 20. Januar 2010 wurde Nešković in namentlicher Abstimmung dann mit 320 Ja-Stimmen, 226 Nein-Stimmen und 35 Enthaltungen wieder in das PKGr gewählt. Nach Austritt aus seiner Fraktion schied er im Dezember 2012 aus dem PKGr, sein Nachfolger wurde Steffen Bockhahn.
Der von der AfD vorgeschlagene Berliner Leitende Oberstaatsanwalt Roman Reusch verfehlte im ersten Wahlgang am 18. Januar 2018 zunächst die notwendigen 355 Stimmen, nachdem Politiker der anderen Parteien Bedenken gegen Reusch geäußert hatten. Im zweiten Wahlgang wurde Reusch schließlich in das PKGr gewählt.
2013 brachte Bundeskanzlerin Angela Merkel in Folge der NSA-Affäre, bei dem unter anderem durch Enthüllungen des Whistleblowers Edward Snowden bekannt wurde, dass auch deutsche Nachrichtendienste an verbotenen Überwachungsmaßnahmen beteiligt waren, eine Reform des Kontrollgremiumgesetzes auf den Weg, woraufhin am 1. Juli 2014 über mehrere Maßnahmen zur verstärkten Kontrolle der Nachrichtendienste berichtet wurde: So wurde u. a. ein Ständiger Bevollmächtigter („Geheimdienstbeauftragter des Bundestages“) zur Unterstützung des PKGr eingerichtet.
Dem Parlamentarischen Kontrollgremium können übergangsweise auch Mitglieder angehören, welche nicht mehr Mitglieder des Bundestages sind. Um eine ununterbrochene Kontrolle der Nachrichtendienste zu gewährleisten, übt das PKGr seine Tätigkeit so lange aus, bis der nachfolgende Deutsche Bundestag über eine neue Besetzung entschieden hat (§ 3 Abs. 4 PKGrG). Eine solche Situation war z. B. am 24. Oktober 2013 gegeben, als im Zusammenhang mit der NSA-Affäre die FDP-Abgeordneten des 17. Deutschen Bundestages, die für den 18. Deutschen Bundestag nicht wiedergewählt worden waren, an einer Sondersitzung des Gremiums in der Legislaturperiode des 18. Deutschen Bundestages teilnahmen.
Seit 2017 befragt das Kontrollgremium jährlich im Herbst die Präsidenten der Nachrichtendienste des Bundes während einer öffentlichen Anhörung.

## Mitglieder

### 16. Wahlperiode
In der 16. Wahlperiode des Deutschen Bundestages (2005–2009) hatte das Gremium neun Mitglieder. Diese waren: Max Stadler (FDP) als Vorsitzender, Norbert Röttgen (CDU) als stellvertretender Vorsitzender sowie Bernd Schmidbauer (CDU), Hans-Peter Uhl (CSU), Fritz Rudolf Körper (SPD), Thomas Oppermann (SPD), Joachim Stünker (SPD), Wolfgang Nešković (Linke) und Hans-Christian Ströbele (Grüne).

### 17. Wahlperiode
Mitglieder des 11-köpfigen Gremiums in der 17. Wahlperiode des Deutschen Bundestages (2009–2013) waren: Thomas Oppermann (SPD) als Vorsitzender, Michael Grosse-Brömer (CDU) als stellvertretender Vorsitzender sowie Clemens Binninger (CDU), Manfred Grund (CDU), Hans-Peter Uhl (CSU), Michael Hartmann (SPD), Fritz Rudolf Körper (SPD), Gisela Piltz (FDP), Hartfrid Wolff (FDP), Steffen Bockhahn (Linke) und Hans-Christian Ströbele (Grüne).

### 18. Wahlperiode
Die neun Mitglieder des Gremiums in der 18. Wahlperiode des Deutschen Bundestages (2013–2017) waren: Clemens Binninger (CDU) als Vorsitzender, André Hahn (Linke) als stellvertretender Vorsitzender sowie Manfred Grund (CDU), Stephan Mayer (CSU), Armin Schuster (CDU), Gabriele Fograscher (SPD), Uli Grötsch (SPD), Burkhard Lischka (SPD) und Hans-Christian Ströbele (Grüne) als ordentliche Mitglieder.

### 19. Wahlperiode
| Name                 | Fraktion  | Funktion                       |
| -------------------- | --------- | ------------------------------ |
| Roderich Kiesewetter | CDU       | Vorsitzender                   |
| Konstantin von Notz  | B90/Grüne | stellvertretender Vorsitzender |
| Andrea Lindholz      | CSU       |                                |
| Patrick Sensburg     | CDU       |                                |
| Uli Grötsch          | SPD       |                                |
| Thomas Hitschler     | SPD       |                                |
| Roman Reusch         | AfD       |                                |
| Stephan Thomae       | FDP       |                                |
| André Hahn           | Die Linke |                                |

Das Parlamentarische Kontrollgremium des 19. Deutschen Bundestages bestand aus neun Mitgliedern und wurde am 18. Januar 2018 eingesetzt. Die CDU/CSU-Bundestagsfraktion entsandte dabei drei Abgeordnete, die SPD-Fraktion zwei, sowie die AfD-Bundestagsfraktion, die FDP-Fraktion, die Bundestagsfraktion Bündnis 90/Die Grünen und die Linksfraktion jeweils ein Fraktionsmitglied. Den Vorsitz hatte die CDU/CSU-Fraktion. Zuletzt gehörten dem Gremium in der 19. Wahlperiode die Abgeordneten Roderich Kiesewetter (Vorsitzender, CDU), Konstantin von Notz (stellvertretender Vorsitzender, Grüne), Andrea Lindholz (CSU), Patrick Sensburg (CDU), Uli Grötsch (SPD), Thomas Hitschler (SPD), Roman Reusch (AfD), Stephan Thomae (FDP) und André Hahn (Die Linke) an. Burkhard Lischkas Mitgliedschaft endete mit dessen Mandatsverzicht am 14. Oktober 2019. Als seine Nachfolgerin wurde auf Vorschlag der SPD-Fraktion am 7. November 2019 Eva Högl gewählt. Högl wurde am 7. Mai 2020 zur Wehrbeauftragten des Deutschen Bundestages gewählt und war damit keine Abgeordnete mehr. Als ihr Nachfolger im Parlamentarischen Kontrollgremium wurde zugleich ihr SPD-Kollege Thomas Hitschler gewählt. Mit Ablauf des 9. November 2020 legte der PKGr-Vorsitzende Armin Schuster sein Bundestagsmandat nieder. Als sein Nachfolger wurde, bereits am 5. November 2020, der CDU-Abgeordnete Roderich Kiesewetter mit einer breiten Mehrheit von 541 Stimmen bei 355 erforderlichen Stimmen gewählt. Das Kontrollgremium wählte Kiesewetter am 25. November 2020 zu seinem Vorsitzenden.

### 20. Wahlperiode
| Name                 | Fraktion  | Funktion                       |
| -------------------- | --------- | ------------------------------ |
| Konstantin von Notz  | B90/Grüne | Vorsitzender                   |
| Roderich Kiesewetter | CDU       | stellvertretender Vorsitzender |
| Dirk Wiese           | SPD       |                                |
| Sebastian Hartmann   | SPD       |                                |
| Ralf Stegner         | SPD       |                                |
| Marja-Liisa Völlers  | SPD       |                                |
| Marc Henrichmann     | CDU       |                                |
| Andrea Lindholz      | CSU       | Obfrau                         |
| Christoph de Vries   | CDU       |                                |
| Irene Mihalic        | B90/Grüne |                                |
| Konstantin Kuhle     | FDP       |                                |
| Alexander Müller     | FDP       |                                |

Der 20. Deutsche Bundestag setzte am 24. März 2022 das Parlamentarische Kontrollgremium ein und legte die Mitgliederzahl auf 13 fest; vier mehr als in der vorherigen Legislaturperiode. Das Gremium wählte am selben Tag Konstantin von Notz (Grüne) zum Vorsitzenden und Roderich Kiesewetter (CDU) zum stellvertretenden Vorsitzenden. Gewählt wurden außerdem Uli Grötsch, Sebastian Hartmann, Ralf Stegner und Marja-Liisa Völlers für die Fraktion der SPD, Alexander Hoffmann und Christoph de Vries als weitere Mitglieder für die Unionsfraktion, Irene Mihalic als weiteres Mitglied für die Fraktion Bündnis 90/Die Grünen und Konstantin Kuhle und Alexander Graf Lambsdorff für die FDP-Fraktion gewählt. Die Vorschläge der AfD-Fraktion und Fraktion der Linken, der ehemalige Generalleutnant Joachim Wundrak und André Hahn, verfehlten die erforderliche Mehrheit von 369 Stimmen, sodass das Gremium mit 11 Mitgliedern tagte. André Hahn wurde am 28. April 2022 vom Bundestag als Mitglied des Gremiums gewählt. Kiesewetter war zuvor Vorsitzender, von Notz sein Stellvertreter. Außer diesen beiden und Uli Grötsch gehören alle Mitglieder erstmalig dem Gremium an.
Zuvor war am 13. Januar 2022 die geplante Entscheidung über die Neubesetzung des Gremiums für die 20. Legislaturperiode kurzfristig von der Tagesordnung des Bundestages genommen worden. Hintergrund soll ein Streit zwischen den Koalitionsparteien gewesen sein, ob der SPD-Abgeordnete Uli Grötsch oder der Grüne Konstantin von Notz den Vorsitz übernimmt. Als Kompromiss sollte von Notz den Vorsitz nach der Hälfte der Legislatur im März 2024 an Grötsch abgeben. Dies geschah jedoch nicht, stattdessen wurde Grötsch in das neu geschaffene Amt des Polizeibeauftragten des Bundes beim Deutschen Bundestag gewählt.
Am 7. August 2023 schied Alexander Graf Lambsdorff aus dem Deutschen Bundestag aus, um deutscher Botschafter in Russland zu werden. Damit endete auch seine Mitgliedschaft im Kontrollgremium. Am 7. November 2023 wählte der Deutsche Bundestag den verteidigungspolitischen Sprecher der FDP, Alexander Müller, als Lambsdorffs Nachfolger in das Gremium, ebenso wie Dirk Wiese, der Uli Grötsch ersetzt. Grötsch wurde Polizeibeauftragter des Bundes. Der AfD-Kandidat Michael Kaufmann verfehlte hingegen die notwendige Mehrheit. Mit der Auflösung der Fraktion Die Linke im Bundestag im Dezember 2023 verlor André Hahn seinen Sitz im Kontrollgremium. Stattdessen wurde am 22. Februar 2024 Marc Henrichmann (521 Ja-Stimmen) von der CDU nachgewählt. Am gleichen Tag wurde Gereon Bollmann von der AfD mit 578 Nein-Stimmen nicht ins Gremium gewählt, sodass der Sitz der AfD weiterhin unbesetzt blieb. Am 4. Juli 2024 wurde Andrea Lindholz als Nachfolgerin von Alexander Hoffmann in das Kontrollgremium gewählt. Sie wurde zudem Obfrau ihrer Fraktion.

### 21. Wahlperiode
| Name                | Fraktion  | Funktion |
| ------------------- | --------- | -------- |
| Heiko Hain          | CSU       |          |
| Marc Henrichmann    | CDU       |          |
| Alexander Throm     | CDU       |          |
| Daniel Baldy        | SPD       |          |
| Sonja Eichwede      | SPD       |          |
| Konstantin von Notz | B90/Grüne |          |

Das Gremium wurde in der 21. Wahlperiode von 13 auf neun Mitglieder verkleinert, wovon drei auf die Union, je zwei auf die AfD und die SPD und je ein Mitglied auf die Grünen und die Linke entfallen. Am 26. Juni 2025 wählte der Deutsche Bundestag Heiko Hain, Marc Henrichmann und Alexander Throm von der CDU/CSU-Fraktion, Daniel Baldy und Sonja Eichwede von der SPD-Fraktion sowie Konstantin von Notz von der Grünen-Fraktion in das Parlamentarische Kontrollgremium. Die AfD-Kandidaten Martin Hess und Gerold Otten sowie Heidi Reichinnek von der Linksfraktion erhielten nicht die erforderliche Mehrheit.

## Kritik
Das PKGr wird teilweise als „zahnlos“, also ohne wirkliche Macht, beschrieben. So konnten Dienststellen der Nachrichtendienste etwa in der Vergangenheit teilweise nur mit Vorankündigung besucht werden und Mitglieder des PKGr berichteten, dass Nachrichtendienst-Beschäftigte ihnen gegenüber mehrfach die Unwahrheit gesagt haben sollen.
Das Kontrollgremiumsgesetz sieht zwar keine Sanktionen bei Nichtbeachtung der Informationspflichten durch die verantwortlichen Nachrichtendienst-Beschäftigten und die präventive Kontrolle von nachrichtendienstlichen vor. Jedoch müssen Beschränkungs-Maßnahmen nach Artikel 10-Gesetz grundsätzlich vorab durch die G 10-Kommission genehmigt werden. Das PKGr kann zwar unrechtmäßige Vorgänge nicht selbst zur Strafanzeige bringen oder die Veröffentlichung entsprechender, vertraulicher Dokumente anordnen, aber die Bundesregierung auffordern, Missstände abzustellen.
Zudem wird gefordert, das PKGr mit den Rechten eines Untersuchungsausschusses auszustatten, um Rechtsbrüche effektiv aufklären zu können (derzeit können etwa keine Beweise erhoben oder Zeugen vorgeladen werden). Allerdings hat der Deutsche Bundestag das Recht, Untersuchungsausschüsse zur Aufklärung von möglichem Fehlverhalten im Bereich der Nachrichtendienste des Bundes einzusetzen, die Beweise erheben und Zeugen vorladen können (§ 44 GG). Von diesem Recht hat der Bundestag schon zahlreich Gebrauch gemacht (siehe auch: Liste der Untersuchungsausschüsse des Deutschen Bundestags), beispielsweise die NSU-Untersuchungsausschüsse, der Untersuchungsausschuss NSA, im Fall Murat Kurnaz oder in der sogenannten Plutonium-Affäre. Der Verteidigungsausschuss kann sich selbst zum Untersuchungsausschuss erklären, um Vorgänge im MAD zu untersuchen (§ 45a Abs. 2 GG).
Organisationen wie netzpolitik.org kritisieren außerdem, dass dem PKGr etwa Daten über die Kooperation mit ausländischen Nachrichtendiensten fast vollständig vorenthalten werden. Weiterhin wird kritisch angemerkt, dass das PKGr zwar die Nachrichtendienste des Bundes kontrolliert, nicht aber andere Sicherheitsbehörden, die sich ebenfalls teilweise quasi-nachrichtendienstlicher Mittel bedienen, wie etwa die Bundespolizei, das Bundeskriminalamt oder die Bundeszollverwaltung. Insbesondere durch immer weitreichendere Befugnisse, was die Online-Durchsuchung und Quellen-Telekommunikationsüberwachung durch Strafverfolgungsbehörden betrifft, stellt sich die Frage, wer eigentlich diese Maßnahmen überwacht, zumal die eingesetzte Technologie mutmaßlich dieselbe ist (siehe auch Bundestrojaner). Der zuständige Innenausschuss des Deutschen Bundestages jedenfalls erhält aufgrund von Geheimhaltungsinteressen der Bundesregierung derzeit keine derartigen Informationen.
Immer wieder werden Informationen aus geheimen Sitzungen des PKGr an die Massenmedien durchgestochen und dringen so an die Öffentlichkeit, unter anderem aus dem Bericht zum BND-Journalisten-Skandal. Dieses könnte dazu führen, dass die Bundesregierung öfter von ihrem Recht auf Verweigerung der Unterrichtung (§ 6 Abs. 2 PKGrG) Gebrauch macht. Somit würde das Verhalten einzelner PKGr-Mitglieder dem Kontroll-Zweck des Parlamentarischen Gremiums zuwiderlaufen. Das PKGr bat den Bundestagspräsidenten Norbert Lammert im sogenannten Journalisten-Skandal seinerzeit um die Einleitung rechtlicher Schritte wegen der vermuteten Verletzung von Dienstgeheimnissen (§ 353b StGB) durch die illegale Weitergabe von Informationen.

## Vergleichbare Organe der Bundesländer
In den Bundesländern existieren ähnliche Gremien der Landesparlamente zur Kontrolle der jeweiligen Landesbehörde für Verfassungsschutz, beispielsweise in Bayern das Parlamentarische Kontrollgremium zur Überwachung der Tätigkeit des Bayerischen Landesamtes für Verfassungsschutz (7 Mitglieder). In Nordrhein-Westfalen ist das Parlamentarische Kontrollgremium (PKG) des Landtages in §§ 23–30 des Landesverfassungsschutz-Gesetzes geregelt.